# 유회 (당향애후)
유회(劉恢, ? ~ 기원전 6년)는 전한 말기의 제후로, 교동공왕의 아들이다.

## 행적
수화 원년(기원전 8년), 당향후(堂鄕侯)에 봉해졌다.
당향애후 3년(기원전 6년)에 죽어 시호를 애(哀)라 하였고, 후사가 없어 봉국은 폐지되었다.

## 출전
- 반고, 《한서》 권15하 왕자후표 下

| 선대 (첫 봉건) | 전한의 당향후 기원전 8년 5월 무오일 ~ 기원전 6년 | 후대 (봉국 폐지) |